# Francis Charneux
Francis Charneux (Charleville-Mézières, 24 ottobre 1954) è un allenatore di pallacanestro francese.